# Henrik Dønnestad
Henrik Dønnestad (12 ottobre 1996) è un fondista norvegese.

## Biografia
Dønnestad, attivo dal dicembre del 2012, in Coppa del Mondo ha esordito l'8 dicembre 2018 a Beitostølen in una 30 km TL (54º) e ha ottenuto il primo podio il 17 dicembre 2023 a Trondheim in una 10 km TC (3º); non ha preso parte a rassegne olimpiche o iridate.

## Palmarès

### Coppa del Mondo
- Miglior piazzamento in classifica generale: 38º nel 2024
- 1 podio (individuale):
  - 1 terzo posto

#### Coppa del Mondo - competizioni intermedie
- 1 podio di tappa:
  - 1 secondo posto